# Guiers
Guiers – rzeka we Francji, przepływająca przez teren departamentu Isère, o długości 50 km. Stanowi dopływ rzeki Rodan.